# Национальный прогрессивный фронт
Национальный прогрессивный фронт (араб. الجبهة الوطنية التقدمية‎) — коалиция в Сирии, которую возглавляет Баас. Она была создана в 1972 году Хафезом аль-Асадом. Члены коалиции социалистической или националистической ориентации и признают руководящую роль Баас. В уставе закреплено, что Баас принадлежит половина плюс один голос в исполнительном комитете национального фронта. 29 января 2025 года НПФ и входящие в него партии были распущены переходным правительством Сирии, и им было запрещено реформироваться.

## Состав блока
Во фронте участвует 11 партий и 3 ассоциированные организации:
- Баас (169)
- Сирийская социальная националистическая партия (3)
- Арабский социалистический союз (2)
- Сирийская коммунистическая партия (Багдаш)[англ.] (2)
- Сирийская коммунистическая партия (объединённая) (2)
- Социалисты-юнионисты (2)
- Партия национального пакта[англ.] (2)
- Арабский демократический союз (2)
- Демократическая социалистическая юнионистская партия (1)
- Арабское социалистическое движение
- Социал-демократы-юнионисты
- Всеобщая федерация профсоюзов Сирии
- Всеобщий сельский союз Сирии
- Революционный союз молодёжи Сирии